# 緑軍

緑と黒、また両色の組み合わせは緑軍の軍旗としてしばしば用いられた。

緑軍（ロシア語:Зелёная армия）は、ロシア革命後のロシア内戦の時期に旧ロシア帝国領内外で活動した、農民やコサックを中心とした非正規の軍事組織の通称である。緑の蜂起軍（зелёные повста́нцы）、緑のパルチザン（зелёные партиза́ны）、緑色運動（Зелёное движе́ние）、第三勢力（тре́тья си́ла）とも呼ばれる。
反ボリシェヴィキ、反白軍を基本としたが、その中でも親赤軍派は赤緑（красно-зелёные）、親白軍派は白緑（бело-зелёные）と呼ばれた。なお、広義には主要勢力である赤軍と白軍に所属しない第三勢力のことを緑と呼ぶこともある。

## 概要
名称の由来は、緑軍の多くが農村やその周辺の森林地帯を活動拠点としていたためと言われる。旧ロシア帝国領各地では、その土地の文化と強く結びついた緑軍の活動が十月革命以降活発に見られるようになった。

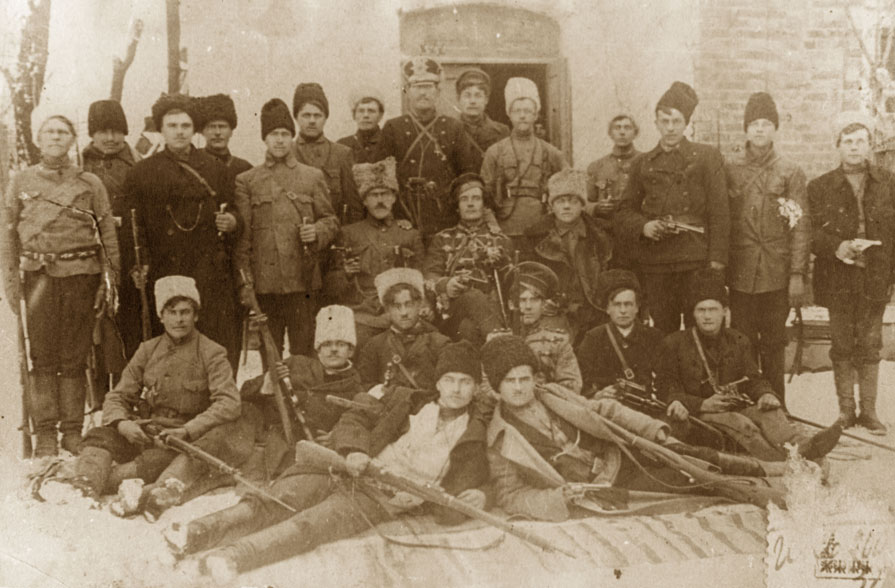
マフノ派の兵士たち

ウクライナでは、ネストル・マフノに指導された農民アナキスト派のウクライナ革命蜂起軍（黒軍）による「マフノ運動」が、1918年から1921年にかけて南部を中心に隆盛した。彼らは農村部に大きな影響力を持ち、中央政府であるウクライナ人民共和国、ウクライナ国、オーストリア＝ハンガリー帝国、白軍、ソビエト政府に反対する運動を展開した。
ウクライナで特徴的なのはウクライナ・コサックの伝統からの影響で、多くの非正規軍の指導者がコサックの長官である「オタマーン / アタマーン」の称号を名乗った。彼らを、蜂起オタマーン（ウクライナ語:повстанський отаман）と呼ぶ。その代表格は「オタマーン・フルィホールイェウ / アタマーン・グリゴリエフ」の名で知れられているヌィクィーフォル・フルィホールイェウ。「オタマーン・ゼレーヌィイ（緑）」こと、ダヌィーロ・テルプィーロなど、彼らは元はウクライナ人民共和国軍の指揮官であったが、その後反共和国の蜂起オタマーンとなり、赤軍に対する蜂起を指導し、最後はデニーキン軍やマフノ軍に敗れて落命した。
緑軍の活動は、コサックや農民が人口の大多数を占めた黒海沿岸のカフカースやクバーニ、クリミア半島でも展開された。
ロシアにおける最大の緑色蜂起は、1918年から1921年に隆盛したタンボフ蜂起である。ロシア帝国軍の将校であったピョートル・トクマコーフや社会革命党員のアレクサンドル・アントーノフに指導された農民蜂起は、タンボフの町を占拠し、白軍司令官コンスタンチン・マーモントフ将軍からの支援を受けつつ、民主制を政治形態に採用し、創立議会の召集を支持して1920年まで影響力を保持した。しかし、白軍がクリミアから国外へ亡命すると急速に力を失い、赤軍に撃破され指導者は戦死または処刑された。

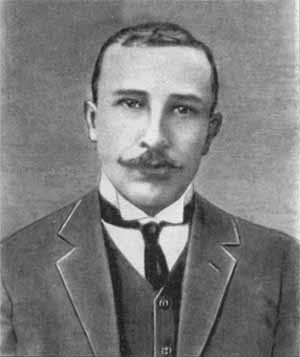
ボリス・サヴィンコフ

自発的でない、戦局のために企図された緑軍蜂起もあった。ポーランド・ソビエト戦争においてスタニスラーウ・ブラーク＝バラホーヴィチ将軍と社会革命党員ボリス・サヴィンコフが指導したベラルーシにおける農民蜂起である。1920年10月15日、ポーランド下院議会は赤軍との戦闘に加わっていたポーランド内の同盟軍をすべて11月2日までに武装解除することを決定したが、そのためポーランド軍の支援を受けていた有力な白軍の司令官ブラーク＝バラホーヴィチは早急に事態を打開する必要に迫られた。ブラーク＝バラホーヴィチと彼を輔佐していたサヴィンコフは赤軍に占拠されていたベラルーシにて農民蜂起を起こし、赤軍を放逐する計画を立てた。バラホーヴィチ軍は11月上旬に各地で赤軍を撃破しマズィールなどを占拠したが、ベラルーシ人民共和国の独立が真剣に考えられていなかったことから支持が得られず、11月18日には赤軍の攻撃でマズィールを放棄、最終的にポーランド国内へ撤退したところで抑留され、武装解除された。バラホーヴィチはベラルーシ系ポーランド人のシュラフタ出身であったが、第一次世界大戦中にアタマーン・プーニンの部隊に所属していたことから、自身もアタマーンを名乗っていた。

## 目的とスローガン

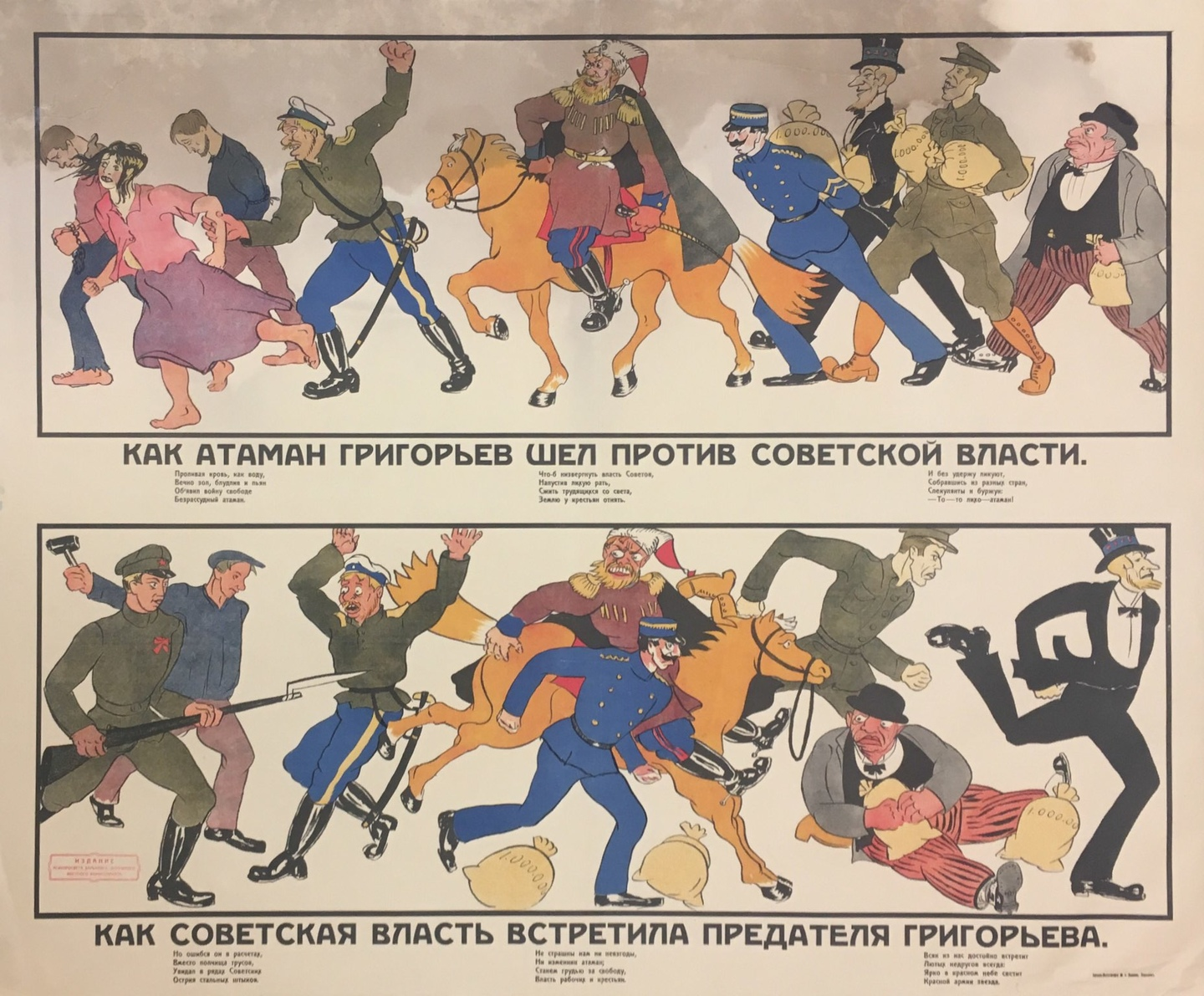
アタマーン・グリゴーリエフを追い払うボリシェヴィキのプロパガンダポスター。1919年。

スローガン「白くなるまで赤を打て、赤くなるまで白を打て！」
"Бей красных пока не побелеют, бей белых пока не покраснеют!"
スローガン「ボリシェヴィキ抜きの共産主義を！」
"Даёшь коммунизм без большевиков!"
スローガン「ボリシェヴィキ抜きのソビエトのために！」
"За Советы без большевиков!"
スローガン「全権力を創立議会へ！」
"Вся власть Учредительному Собранию!"

### 回想録編集
- N・V・ヴォロノーヴィチ（ロシア語版）『黒海沿岸の緑の蜂起者たち Зелёные повстанцы на Черноморском побережье』
- N・V・ヴォロノーヴィチ『ふたつの炎の剣 Меж двух огней』
- N・V・ヴォロノーヴィチ『白軍陣営にて В стане белых』

### 社会政治評論
- M・M・ドブラニーツキイ（ロシア語版）『緑のパルチザン （1918年-1920年） Зелёные партизаны (1918—1920)』
- V・V・ファヴィーツキイ『黒海地方の緑軍 Зелёная армия в Черноморье』
- S・P・メリグノーフ（英語版）『1918年-1923年ロシアにおける『赤色テロル』 «Красный террор» в Россіи 1918—1923』

### 文学作品
- B・V・サヴィンコフ『漆黒の馬 Конь Вороной』
- A・P・ガイダール（英語版）『革命軍事委員会 Реввоенсовет』

## 映画
- 『黒い大尉 Чёрный Капитан』ドヴジェンコ記念映画スタジオ、1973年

黒海沿岸の「赤緑」パルチザンとデニーキン軍の戦いを題材にした冒険映画。